# Free Software Foundation Latin America

ロゴタイプ

Free Software Foundation Latin America（略称FSFLA）は、ラテンアメリカ地域におけるフリーソフトウェア財団（Free Software Foundation、略称FSF）の姉妹団体である。スペイン語では、Fundación Software Libre América Latina、ポルトガル語では、Fundação Software Livre América Latinaと呼ばれる。当団体は、Free Software Foundation Europe、Free Software Foundation of Indiaに続く、FSF第四の姉妹団体である。2005年11月23日、アルゼンチン・ロサリオに設立された。

## 概要
FSFLAの設立総会にて、
- 代表 フェデリコ・ハインツ
- 書記 アレシャンドリ・オリヴァ
- 会計 ベアトリス・ブサニチェ（Beatriz Busaniche）

をそれぞれ選出した。同様に執行委員会（Administrative Council）は、
- エンリケ・A・チャパーロ（Enrique A. Chaparro）
- マリオ・M・ボニーリャ（Mario M. Bonilla）
- フェルナンダ・G・ヴァイデン
- フアン・ホセ・シャルランテ（英語版）（Juan José Ciarlante）

から成る。
2006年、ベアトリス、エンリケ、フェデリコ、フアン、マリオは委員を退任した。その後、原指導部を現在の形に作り変えた。団体に新しい役職委員会監査役（Observer of the Council、オブザーバー）を設置し、これにより他の自由ソフトウェア界の重要人物の参加や委員会の監査、委員会への助言が可能となった。
委員会の現在の委員は、
- アレシャンドリ・オリヴァ
- アンドレス・リカルド・カステルブランコ（Andres Ricardo Castelblanco）
- エハル・デ・ヘスス・ガルシア・カリーリョ（Exal Garcia-Carrillo）
- オクタビオ・ロッセル（Octavio Rossell）
- オスカル・バレンスエラ（Oscar Valenzuela）
- J・エステバン・サアベドラ・L（J. Esteban Saavedra L.）
- ルイス・アルベルト・グスマン・ガルシア（Luis Alberto Guzmán García）
- キリロ・オルドニェス（Quiliro Ordóñez）
- トマス・ソラル・カストロ（Tomás Solar Castro）

となる。
委員会集団の現在のオブザーバーは次から成る。
- リチャード・ストールマン
- ゲオルク・グレーフェ（Free Software Foundation Europe元代表。ドイツ出身）
- アドリアノ・ラファエル・ゴメス（Adriano Rafael Gomes）
- フランコ・イアコメーリャ（英語版）（Franco Iacomella）
- アレハンドロ・フォレロ・クエルボ（Alejandro Forero Cuervo）
- アルバロ・フエンテス（Alvaro Fuentes (kronox)）
- アナウアク・デ・パウラ・ヒル（Anahuac de Paula Gil）
- クリスティアーノ・アンデルソン（英語版）（Christiano Anderson。ブラジル出身）
- エデル・L・マルケス（Eder L. Marques）
- エルキン・ボテロ（Elkin Botero）
- J・エステバン・サアベドラ・L
- ファビアンネ・バルベディ（Fabianne Balvedi）
- フェリペ・アウグスト・バン・デ・ウィエル（フェリペ・アウグスト・ファン・デ・ウィエル）（Felipe Augusto van de Wiel）
- ナーガールジュナ・G（英語版）（Nagarjuna G.。Free Software Foundation of India議長）
- グラウベル・デ・オリベイラ・コスタ（Glauber de Oliveira Costa）
- グスタボ・スベルスト・バルビエリ（Gustavo Sverzut Barbieri）
- エンリケ・デ・アンドラージ（Henrique de Andrade。ブラジル出身）
- アロルド・リバス（Harold Rivas）
- ハンセン・セナ（Jansen Sena）
- マルセロ・スニノ（Marcelo Zunino）
- マリオ・M・ボニーリャ
- ダニエル・ユクラ（Daniel Yucra）
- 新部裕
- ベアトリス・ブサニチェ
- オクタビオ・H・ルイス・セルベラ（Octavio H. Ruiz Cervera）
- オマル・カミンスキー（ポルトガル語版）（Omar Kaminski。ブラジル出身のIT法（英語版）を専門とする弁護士）
- ロベルト・サロモン（Roberto Salomon）

## プロジェクト
- Linux-libre - バイナリ・ブロブ排除済のLinuxカーネル作成プロジェクト。